# Drôme (Alvernia-Rodano-Alpi)
La Drôme è un fiume del sud-est della Francia, affluente di sinistra del Rodano. Dà il nome al dipartimento che bagna: il Drôme.

## Geografia
Nasce a la Bâtie-des-Fonds nelle Prealpi del Diois. Nella prima parte del suo percorso ha un regime torrentizio; a partire da Crest acquista un aspetto più pacato. Infine si getta nel Rodano in un grande delta alluvionale.
È un fiume di tipo mediterraneo, calmo e piccolo in estate, violento in autunno ed in primavera.